# Širín Ebadiová
Širín Ebadiová, vlastním jménem v perštině شیرین عبادی (Širín Ebadi) (* 21. června 1947), je íránská advokátka a aktivistka za lidská práva, která založila Asociaci pro podporu dětských práv v Íránu. V roce 2003 obdržela jako první Íránka a muslimka Nobelovu cenu za mír. Tato cena jí však v roce 2009 byla zabavená státními orgány.
V roce 2007 se zúčastnila v Praze konference Fórum 2000.